# Dearing (Georgia)
Dearing es un pueblo ubicado en el condado de McDuffie en el estado estadounidense de Georgia. En el censo de 2000, su población era de 441.

## Demografía
En el 2000 la renta per cápita promedia del hogar era de $27,917, y el ingreso promedio para una familia era de $38,438. El ingreso per cápita para la localidad era de $12,728. Los hombres tenían un ingreso per cápita de $27,083 contra $19,375 para las mujeres.

## Geografía
Dearing se encuentra ubicado en las coordenadas 33°24′48″N 82°23′5″O / 33.41333, -82.38472 (33.413425, -82.384781).
Según la Oficina del Censo, la localidad tiene un área total de 2,2 km² (0,8 mi²), de la cual 2,2 km² (0,8 mi²) es tierra y 0 km² (0 mi²) (0.00%) es agua.